# Streblocera emeiensis
Streblocera emeiensis är en stekelart som beskrevs av Wang 1981. Streblocera emeiensis ingår i släktet Streblocera och familjen bracksteklar. Inga underarter finns listade i Catalogue of Life.